# Karaté aux Jeux panaméricains de 2007

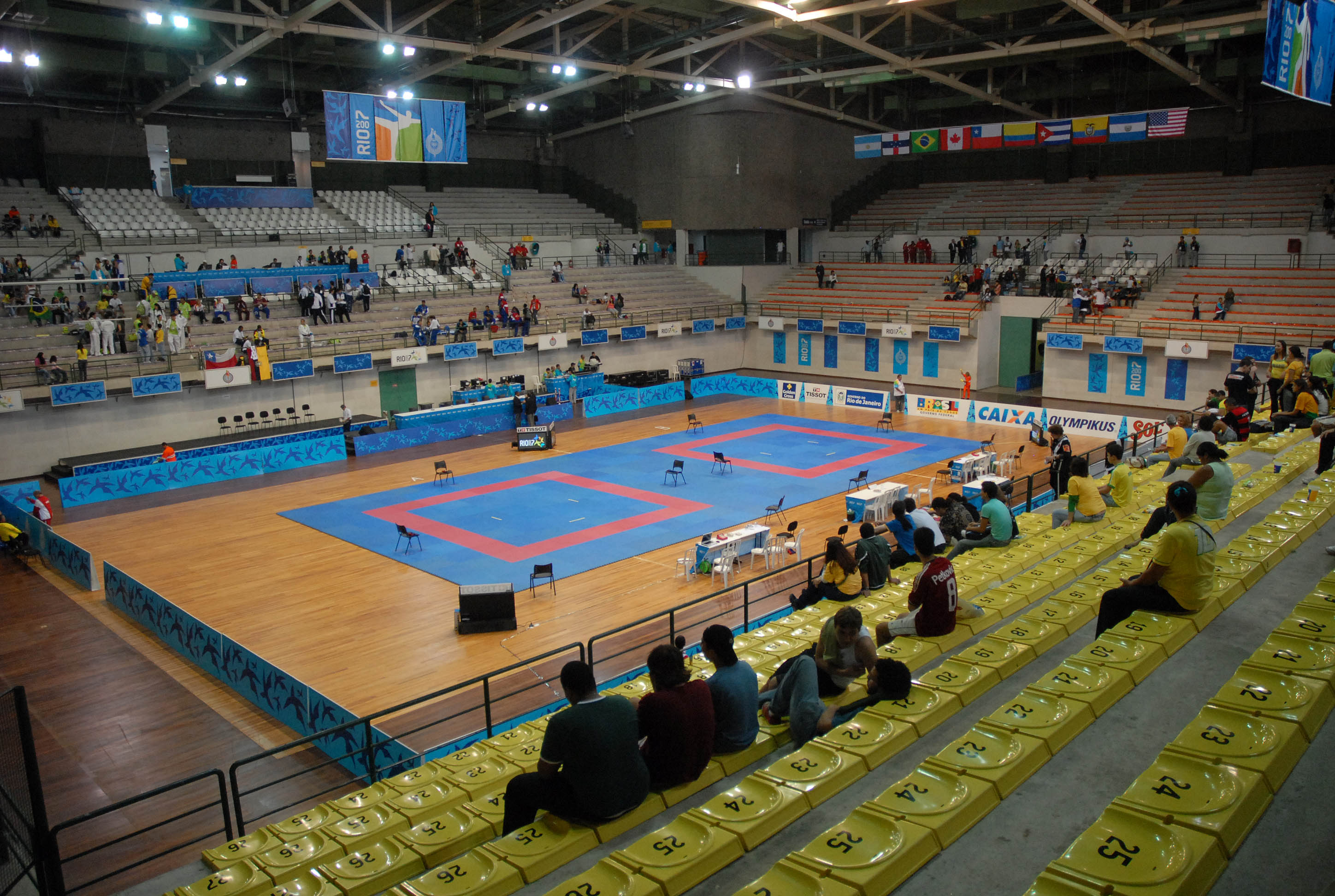
Le complexe Miécimo da Silva à vide deux jours après les compétitions de karaté.

Aux Jeux Panaméricains 2007, organisés à Rio de Janeiro, au Brésil, les épreuves de karaté ont eu lieu du 25 au 27 juillet.

## Résultats

### Kumitemasculin
| Rang | Pays                   | Karatéka         |
| ---- | ---------------------- | ---------------- |
| 1    | Argentine              | Francisco Nievas |
| 2    | Cuba                   | Eynar Tamame     |
| 3    | Brésil                 | Douglas Brose    |
| 3    | République dominicaine | Norberto Sosa    |

| Rang | Pays      | Karatéka        |
| ---- | --------- | --------------- |
| 1    | Venezuela | Luís Plumacher  |
| 2    | Brésil    | Carlos Lourenço |
| 3    | Argentine | Lucio Martínez  |
| 3    | Salvador  | Aron Pérez      |

| Rang | Pays                   | Karatéka          |
| ---- | ---------------------- | ----------------- |
| 1    | Canada                 | Saeed Baghbani    |
| 2    | Venezuela              | Jean Carlos Peña  |
| 3    | République dominicaine | Alberto Mancebo   |
| 3    | Brésil                 | Vinicius de Souza |

| Rang | Pays                   | Karatéka         |
| ---- | ---------------------- | ---------------- |
| 1    | République dominicaine | Dionisio Gustavo |
| 2    | Cuba                   | Jorge Zaragoza   |
| 3    | Chili                  | David Dubó       |
| 3    | Salvador               | Williams Serrano |

| Rang | Pays     | Karatéka          |
| ---- | -------- | ----------------- |
| 1    | Chili    | Diego Borquez     |
| 2    | Colombie | Gilbert Ocoro     |
| 3    | Canada   | Philippe Poirier  |
| 3    | Brésil   | Nelson Sardemberg |

| Rang | Pays                   | Karatéka       |
| ---- | ---------------------- | -------------- |
| 1    | Brésil                 | Juarez Santos  |
| 2    | Venezuela              | Mario Toro     |
| 3    | Équateur               | Andrés Heredia |
| 3    | République dominicaine | Juan C. Valdez |

### Kumiteféminin
| Rang | Pays      | Karatéka                          |
| ---- | --------- | --------------------------------- |
| 1    | Guatemala | Cheili Carolina González Castillo |
| 2    | Brésil    | Valéria Kumizaki                  |
| 3    | Canada    | Jennifer Guillette                |
| 3    | Chili     | Jessy Reyes                       |

| Rang | Pays                   | Karatéka         |
| ---- | ---------------------- | ---------------- |
| 1    | République dominicaine | Heidy Rodríguez  |
| 2    | Mexique                | Bertha Gutiérrez |
| 3    | Équateur               | Carmen Arias     |
| 3    | Pérou                  | Susana Bojaico   |

| Rang | Pays      | Karatéka         |
| ---- | --------- | ---------------- |
| 1    | Brésil    | Lucélia Ribeiro  |
| 2    | Colombie  | Ana Escandon     |
| 3    | Venezuela | Yoly Guillen     |
| 3    | Cuba      | Yaneya Gutiérrez |